# Ergänzung (Grammatik)
Als Ergänzung wird in der germanistischen Tradition der Grammatik typischerweise ein Satzglied bezeichnet, das vom Verb gefordert wird. Die genaue Bedeutung des Ausdrucks kann aber in wissenschaftlichen Grammatiken und in Schulgrammatiken voneinander abweichen. In jedem Fall hat „Ergänzung“ als grammatischer Begriff eine engere Bedeutung als in einer umgangssprachlichen Redeweise, wo eine beliebige Einheit gemeint sein könnte, die „zusätzlich auftritt“. Der grammatische Begriff der Ergänzung als einer Einheit die „gefordert wird“, hängt mit dem Begriff der Valenz zusammen. Ergänzungen haben dann regelmäßig die semantische Funktion eines Arguments des Verbs, im Gegensatz zur Angabe.
In wissenschaftlichen Grammatiken des Deutschen werden alle z. B. von einem Verb geforderten Ausdrücke (d. h. Argumente) als seine Ergänzungen bezeichnet, also z. B. Subjekt und Objekt zu einem Verb. Auch ein Adverbial kann eine Ergänzung sein, wenn es obligatorisch vom Verb verlangt wird (Beispiele siehe unter Adverbiale Bestimmung#Adverbial, Angabe und Ergänzung). Ebenso verlangen manche Verben ein Prädikativum als Ergänzung (in diesem Fall „primäres Prädikativum“ genannt).
In der Schulgrammatik und anderen didaktischen Grammatiken findet sich die Bezeichnung „Ergänzung“ auch in einem wesentlich engeren Sinn als deutsche Bezeichnung für ein Objekt des Verbs; in diesem Fall als Kurzform der traditionellen Bezeichnung Satzergänzung für das Objekt.